# Francisco Zafra
Francisco Javier Zafra Niño, más conocido como Zafra (Rota, Provincia de Cádiz, 5 de noviembre de 1968) es un exfutbolista español. Jugaba en la posición de delantero.

## Clubes
| Club                  | País   | Año                    |
| --------------------- | ------ | ---------------------- |
| Betis Deportivo       | España | 1986-1987              |
| Real Betis            | España | 1987-1993              |
| Hércules CF           | España | 1993-1995              |
| Xerez CD              | España | 1995-1996              |
| Málaga CF             | España | 1996-1997              |
| Cádiz CF              | España | 1997-2004              |
| Racing Club Portuense | España | 2004-2005              |
| Conil CF              | España | 2017-2019 (Entrenador) |